# Colonia Itapebí
Colonia Itapebí ist eine Ortschaft in Uruguay.

## Geographie
Sie befindet sich auf dem Gebiet des Departamento Salto in dessen 4. Sektor. Colonia Itapebí liegt dabei in der Cuchilla del Daymán nördlich des Arroyo Itapebí Grande und westlich Rincón de Valentíns.

## Infrastruktur
Colonia Itapebí liegt an der Ruta 31.

## Einwohner
Die Einwohnerzahl Colonia Itapebís beträgt 460 (Stand: 2011), davon 229 männliche und 231 weibliche.
| Jahr | Einwohner |
| ---- | --------- |
| 1985 | -         |
| 1996 | 234       |
| 2004 | 371       |
| 2011 | 460       |

Quelle: Instituto Nacional de Estadística de Uruguay